# Photoscotosia dejeani
Photoscotosia dejeani är en fjärilsart som beskrevs av Charles Oberthür 1893. Photoscotosia dejeani ingår i släktet Photoscotosia och familjen mätare. Inga underarter finns listade i Catalogue of Life.